# Ivémbéni-Bandasamoulini
Ivémbéni-Bandasamlini est une ville de l'Union des Comores, situé sur l'île de Grande Comore. En 2006, sa population est estimée à 8 786 hts source: www.ivembeni.com habitants